# Григорьев, Пётр Андреевич
Пётр Андреевич Григорьев (09.12.1914 — 16.07.1980) — директор Омского моторостроительного завода имени П. И. Баранова Министерства авиационной промышленности СССР (1962—1976), Герой Социалистического Труда (26.04.1971). Депутат Верховного Совета СССР 7 созыва (1966—1970).
Родился в посёлке Юзовка (сейчас город Донецк).
Окончил Харьковский авиационный институт (1939). Инженер-технолог (1939—1942), старший мастер, начальник летно-испытательной станции (1942—1949) Пермского завода № 19 имени И. В. Сталина.
С марта по октябрь 1949 г. директор Кояновской МТС (Пермь).
Начальник цеха (1949—1953) и начальник производства (1953—1957) Московского завода № 500.
С 1957 г. главный инженер, в 1962—1976 директор Омского моторостроительного завода им. П. И. Баранова (до 1967 завод № 29 Омского совнархоза).
При нём было освоено производство комплекса ракетных двигателей 8К64 и 8Д419, турбореактивных авиационных двигателей АЛ-21Ф для бомбардировщиков Су-24 и истребителей Су-17.
С 1976 по 1980 г. директор Калужского моторостроительного завода.
Депутат Верховного Совета СССР 7 созыва (1966—1970). Герой Социалистического Труда (26.04.1971).
Награждён орденами Красной Звезды (1945), Трудового Красного Знамени (1948, 1961 — за активное участие в подготовке и осуществлении полёта первого в мире космического корабля с человеком на борту), «Знак Почета» (1957), Ленина (1966, 1971), Октябрьской Революции (1974); медалями.
Похоронен в Москве на Кузьминском кладбище.